# 李遷哲
李遷哲（511年—574年），字孝彦，安康郡（今陕西省汉阴县西北）人，西魏、北周政治人物。
李遷哲世代为山南豪族，在南梁为东梁州刺史。西魏文帝大统十七年（551年）被西魏打败俘虏。送到长安，担任散骑常侍。后来随贺若敦攻取南梁的巴州。任开府仪同三司、直州刺史。然后开疆二千余里，征服信州、黔阳郡等地蛮族，拘拿人质一千余家。北周初年，为信州刺史。周武帝天和年间，进军襄阳。率军解围江陵，击退南陈军队，封安康郡公。建德三年（574年）李遷哲在襄州病卒。

## 后代
- 李敬猷，第六子，上开府仪同三司、使持节诸军事莒州刺史、骠骑大将军、行台侍郎、安康郡武公
  - 李袭志，字重光，桂州都督、使持节江州等十七州诸军事、右千牛、江州、汾州刺史、始安郡襄公，赠兵部尚书
    - 李玄蕴，夔州都督府、赵王府司马、秦青始三州长史、嗣始安郡开国公，赠秦州都督
      - 李处一，使持节文吉彬杭四州诸军事、杭州刺史、嗣始安郡开国公
        - 李钦，少府监丞
        - 李炯，字光远，始安郡开国公
        - 李暠，字昇，中牟县令

      - 李处鉴，汾州司马、广州都督、襄武县开国侯
        - 李瑜，字如玉，上轻车都尉、坊州司法参军
        - 李顼，吏部常选
        - 李愿，襄武县开国侯

    - 李玄滨
    - 李玄嗣
    - 李怀俨，字仲思
    - 李玄济，字乾拯，纪王府主簿
      - 李处暕

  - 李袭誉，字茂实，扬州大都督府长史
    - 李怀节，右千牛卫、秦王府士曹参军
      - 李从召，庆王府文学、济州长史
        - 李茂谦

  - 李袭慎
    - 李氏，胡叔良继室

## 传記資料
- 《周書》卷44 列傳第30
- 《北史》卷66 列傳第54

## 外部連結
[在维基数据编辑]
 《周書·卷44》，出自令狐德棻《周書》
 《北史·卷066》，出自李延壽《北史》